# Brandenburg-Altstadt
Brandenburg-Altstadt (niem. Bahnhof Brandenburg-Altstadt) – przystanek kolejowy (dawna stacja kolejowa) w Brandenburg an der Havel, w kraju związkowym Brandenburgia, w Niemczech. Znajduje się na Brandenburgische Städtebahn. Obok znajduje się stacja towarowa, obsługująca pobliskie tereny przemysłowe oraz port rzeczny. Do połowy XX wieku, była stacją końcową dla Westhavelländische Kreisbahnen.
Według klasyfikacji Deutsche Bahn ma kategorię 6.

## Linie kolejowe
- Brandenburgische Städtebahn